# ドルボーコホモロジー
数学、特に代数幾何学および微分幾何学におけるドルボーコホモロジー (英: Dolbeault cohomology）は複素多様体に対するドラームコホモロジーの類似対応物で、名称はピエール・ドルボーに因む。複素多様体 M のドルボーコホモロジー群 Hp,q(M, C) は整数の対 p, q をパラメータに持ち、次数 (p, q)-の複素微分形式の空間の部分商として実現される。

## コホモロジー群の構成
次数 (p, q) の複素微分形式全体の成すベクトル束を Ωp,q と書く。ドルボー作用素（定義は複素微分形式の項を参照せよ）は滑らかな切断上の微分作用素 {\displaystyle {\bar {\partial }}:\Gamma (\Omega ^{p,q})\to \Gamma (\Omega ^{p,q+1})} として定義される。これは{\textstyle {\bar {\partial }}^{2}=0} を満たすから、適当なコホモロジーが付随する。具体的には商空間 {\displaystyle H^{p,q}(M,\mathbb {C} ):={\frac {\ker({\bar {\partial }}\colon \Gamma (\Omega ^{p,q},M)\to \Gamma (\Omega ^{p,q+1},M))}{{\bar {\partial }}\Gamma (\Omega ^{p,q-1})}}} としてコホモロジーが定義される。

## ベクトル束のドルボーコホモロジー
E を複素多様体 X 上の正則ベクトル束とすれば、同様に E の正則切断の成す層 {\mathcal {O}}(E) の細層分解が定義でき、そしてこれは {\textstyle {\mathcal {O}}(E)} の層係数コホモロジーを想起させる。

## ドルボーの定理
ドルボーの定理はドラームの定理の複素版で、ドルボーコホモロジーが正則微分形式の層に関する層係数コホモロジーに同型であることを主張する。
定理 (Dolbeault)複素多様体 M 上の正則 p-形式全体の成す層を Ωp と書けば、 {\displaystyle H^{p,q}(M)\cong H^{q}(M,\Omega ^{p})} が成り立つ。
対数的微分形式に対する同様の定理もある。
証明{\textstyle {\mathcal {F}}^{p,q}} を (p, q) 次の C∞-級複素微分形式全体の成す細層とすれば ∂ に関するポワンカレの補題により系列 {\displaystyle \Omega ^{p,q}{\stackrel {\overline {\partial }}{{}\to {}}}{\mathcal {F}}^{p,q+1}{\stackrel {\overline {\partial }}{{}\to {}}}{\mathcal {F}}^{p,q+2}{\stackrel {\overline {\partial }}{{}\to {}}}\dotsb } は完全である。任意の長完全列と同様にこの列を短完全列に分解し、対応するコホモロジーの長完全列を作れば、細層の高次コホモロジーは消えるのだから、所期の結果を得る。

## 注